# Luther Head
Luther Head (ur. 26 listopada 1982 w Chicago) – amerykański koszykarz, występujący na pozycji obrońcy.
Został wybrany w drafcie 2005 roku z numerem 24 przez Houston Rockets. W swoim debiutanckim sezonie notował średnio 8,8 punktu, 3,3 zbiórki oraz 2,7 asysty, co zapewniło mu miejsce w II składzie najlepszych debiutantów sezonu. W trakcie najbardziej udanego statystycznie sezonu (2006/07) uzyskiwał 10,9 punktu, 3,2 zbiórki oraz 2,4 asysty. Klub zwolnił go pod koniec lutego 2009 roku. W marcu związał się umową z Miami Heat, w barwach których rozegrał 10 spotkań. We wrześniu był już zawodnikiem Indiany Pacers. Po roku trafił do Sacramento Kings, klub zwolnił go w marcu 2011 roku. Kolejne dwa lata spędził w D-League, występując w drużynach z Teksasu.
W międzyczasie podczas lockoutu NBA w 2011 roku podpisał umowę z chińskim zespołem Jiangsu Nangang Dragons. Przed wylotem do Chin doznał kontuzji w wyniku czego klub zrezygnował z jego usług.
We wrześniu 2013 roku podpisał umowę z CB Valladolid, występującym w hiszpańskiej lidze ACB. Rok później trafił do Meksyku, a następnie do Maroka.

## Osiągnięcia
Na podstawie, o ile nie zaznaczono inaczej.
NCAA
- Finalista NCAA (2005)[7]
- Zaliczony do:
  - I składu:
    - All-Big Ten (2005)
    - turnieju:
      - Big Ten (2005)
      - NCAA Final Four (2005 przez Associated Press)[8]

  - II składu All-American (2005)

NBA
- Zaliczony do składu II składu debiutantów NBA (2006)[3]
- 2-krotny uczestnik Rising Stars Challenge (2006, 2007)